# Дадлез, Павел Мариан

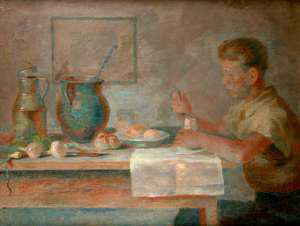
«Завтрак». 1931

Павел Мариан Дадлез (пол. Paweł Marian Dadlez; 1904—1940) — польский художник, график. Профессор.

## Биография

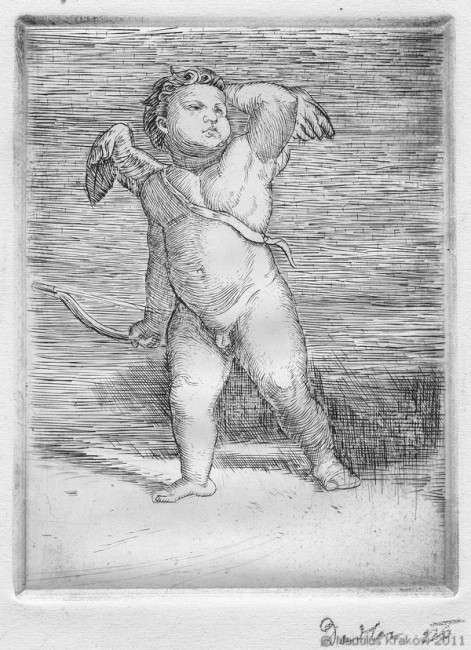
аквафорте «Амурчик», 1926

Обучался в Академии изящных искусств в Кракове. Ученик И. Пеньковского, затем в 1928—1929 — в Париже у Ю. Панкевича. После чего отправился в Италию.
В 1931 вернулся на родину, поселился в Кракове. Был приглашён преподавать в академию изящных искусств. Профессор живописи с 1938.
В начале второй мировой войны участвовал в боях с вермахтом, попал в немецкий плен.
Умер сразу же после освобождения из лагеря военнопленных в 1940.

## Творчество
Представитель реализма в живописи, позже обогащённом опытом колоризма. Выработал свой индивидуальный стиль, в котором доминировала игра светотеней и динамика.
Писал портреты, натюрморты, ню («В купальне», «Падение», около 1930), жанровые картины («Завтрак», «На кухне», «Прачки» 1931), пейзажи («Рынок в Раве»).
Как график работал в разных техниках: аквафорте («Амурчик», 1926), сухая игла, линогравюра и ксилография.
Участник многих выставок в Польше, таких, как Ассоциации польских художников и Quadriga Art и за рубежом (например, на XI Олимпиада Искусств в Берлине, 1936).